# Ampliación Raúl Saturnino
Ampliación Raúl Saturnino är en ort i Mexiko.   Den ligger i kommunen Cosamaloapan de Carpio och delstaten Veracruz, i den sydöstra delen av landet, 300 km öster om huvudstaden Mexico City. Ampliación Raúl Saturnino ligger 40 meter över havet och antalet invånare är 194.
Terrängen runt Ampliación Raúl Saturnino är platt. Runt Ampliación Raúl Saturnino är det ganska tätbefolkat, med 160 invånare per kvadratkilometer. Närmaste större samhälle är Tuxtepec, 11,3 km söder om Ampliación Raúl Saturnino. Trakten runt Ampliación Raúl Saturnino består till största delen av jordbruksmark.